# بتاپروتئوباکتریا
بتاپروتئوباکتریا (نام علمی: Betaproteobacteria) نام یک رده از شاخه پروتئوباکتریا است.
پروتئوباکتریا شاخه بزرگی از باکتری‌های گرم منفی است که شامل باکتریهای متنوعی می‌شود. همه آنها غشای خارجی لیپوپلی‌ساکاریدی دارند. اغلب تاژک دارند ولی برخی غیرمتحرکند.
بتا پروتئوباکتریا گونه‌های بسیار متنوعی را شامل می‌شوند مانند نایسریا گونوره‌آ و نایسریا مننژیتیدیس.